# François Orsoni
Pour les articles homonymes, voir Orsoni.
François Orsoni est un metteur en scène de théâtre. Il a fondé la compagnie Théâtre de Nénéka avec entre autres Clotilde Hesme, Alban Guyon et Thomas Landbo.

## Théâtre

### Mises en scène
- 1999 : Le Bonnet de fou de Luigi Pirandello - Théâtre Kalliste, Ajaccio
- 2000 : Who is me de Pier Paolo Pasolini - Ménagerie de verre
- 2002 : Woyzeck de Georg Büchner[2] - Olmi-Cappella (ARIA)
- 2002 : L'Étreinte de Luigi Pirandello - Théâtre Kalliste, Ajaccio
- 2004 : Épître, pour que soit rendue la parole à la parole d'Olivier Py - chapelle impériale, Ajaccio
- 2005 : La Jeune Fille, le diable et le moulin d'Olivier Py - Théâtre municipal de Bastia
- 2006 : Barbe bleue, espoir des femmes de Dea Loher - Théâtre Kalliste hors les murs
- 2007 : Contes fantastiques de Guy de Maupassant - Bibliothèque patrimoniale d'Ajaccio
- 2008 : Contes chinois, d'après les textes de Chen Jiang Hong - Opéra-Comique
- 2009 : Histoires courtes de Luigi Pirandello - Aghja, Ajaccio
- 2009 : Jean la Chance de Bertolt Brecht - Théâtre de la Bastille
- 2010 : Baal de Bertolt Brecht, - 64ème édition du Festival d'Avignon
- 2012 : Louison d'Alfred de Musset - Bibliothèque patrimoniale d'Ajaccio
- 2014 : Jeunesse sans dieu d'Ödön von Horváth - Théâtre de la Bastille
- 2016 : La Mort de Danton de Georg Büchner - MC 93, Maison de la Culture de Seine-Saint-Denis
- 2020 : Monsieur le député de Leonardo Sciascia - Centre culturel Alb’Oru, Bastia
- 2021 : Coriolan de William Shakespeare - Théâtre de la Bastille
- 2022 : Le Petit garde rouge d'après Mao et moi de Chen Jiang Hong - MC 93, Maison de la Culture de Seine-Saint-Denis

## Filmographie
- 2001 : Yamakasi, le samouraï des temps modernes de Julien Seri et Ariel Zeitoun
- 2002 : U Tavonu de Laurent Simonpoli
- 2004 : L'Enquête corse d'Alain Berberian : Balducci
- 2004 : Il était une fois dans l'ouest de la Corse de Laurent Simonpoli
- 2005 : Liberata de Philippe Carrese (TV) : Toussaint
- 2006 : Mafiosa (TV) d'Éric Rochant
- 2009 : Joueuse (TV) de Caroline Bottaro
- 2009 : Les Héritières (TV) de Harry Cleven
- 2015 : Le Grand Jeu de Nicolas Pariser : Louis
- 2021 : Qu'est-ce qu'on va faire de Jacques ? de Marie Garrel-Weiss